# Saint-Pierre-d'Amilly
Saint-Pierre-d'Amilly är en kommun i departementet Charente-Maritime i regionen Nouvelle-Aquitaine i västra Frankrike. Kommunen ligger  i kantonen Surgères som ligger i arrondissementet Rochefort. År 2022 hade Saint-Pierre-d'Amilly 564 invånare.

## Befolkningsutveckling
Antalet invånare i kommunen Saint-Pierre-d'Amilly
Referens:INSEE